# Ministerio de Energía, Turismo y Agenda Digital
El Ministerio de Energía, Turismo y Agenda Digital fue uno de los trece departamentos ministeriales en los que se dividió el Gobierno de España durante el segundo Gobierno de Mariano Rajoy. 
Correspondía al Ministerio de Energía, Turismo y Agenda Digital la propuesta y ejecución de la política del Gobierno en materia de energía, turismo, telecomunicaciones y sociedad de la información, así como el desarrollo de la Agenda Digital.

## Historia
En noviembre de 2016 el presidente del Gobierno, Mariano Rajoy, reorganizó su gabinete y creó un nuevo departamento ministerial, el Ministerio de Energía, Turismo y Agenda Digital.
Este nuevo ministerio nació tras la supresión del Ministerio de Industria, Energía y Turismo, cuyas funciones industriales se transfirieron al Ministerio de Economía y Competitividad y, el resto de ellas, esto es, las competencias sobre energía, turismo, telecomunicaciones y sociedad de la información, se agruparon en este nuevo departamento.
Apenas un año y medio después, tras la destitución del presidente del Gobierno por el Congreso de los Diputados en junio de 2018, el nuevo presidente del Gobierno, Pedro Sánchez, recuperó el Ministerio de Industria, al que le confirió las competencias en materia de industria, comercio y turismo, cedió la política energética al Ministerio para la Transición Ecológica y transfirió las competencias digitales al Ministerio de Economía y Empresa, suprimiendo definitivamente este departamento.

## Estructura
El Departamento se estructuraba mediante los siguientes órganos superiores y directivos:
- La Secretaría de Estado de Energía.
  - La Dirección General de Política Energética y Minas.
- La Secretaría de Estado para la Sociedad de la Información y la Agenda Digital.
  - La Dirección General de Telecomunicaciones y Tecnologías de la Información.
- La Secretaría de Estado de Turismo.
- La Subsecretaría de Energía, Turismo y Agenda Digital.
  - La Secretaría General Técnica.

### Adscripciones
Además de lo anterior, estaban adscritos a este Ministerio los siguientes organismos:
- El Instituto para la Reestructuración de la Minería del Carbón y Desarrollo Alternativo de las Comarcas Mineras (IRMC).
- El Instituto de Turismo de España (Turespaña).
- La Oficina Española de Patentes y Marcas (OEPM).
- El Instituto para la Diversificación y Ahorro de la Energía (IDAE).
- La empresa pública Red.es.

## Titulares
| Imagen | Nombre                 | Mandato                | Mandato            | Mandato          | Partido | Partido         | Presidente del Gobierno (Mandato) | Presidente del Gobierno (Mandato) | Ref.  |
| Imagen | Nombre                 | Nombramiento           | Cese               | Duración         | Partido | Partido         | Presidente del Gobierno (Mandato) | Presidente del Gobierno (Mandato) | Ref.  |
| ------ | ---------------------- | ---------------------- | ------------------ | ---------------- | ------- | --------------- | --------------------------------- | --------------------------------- | ----- |
|        | Álvaro Nadal (n. 1970) | 4 de noviembre de 2016 | 7 de junio de 2018 | 1 año y 215 días |         | Partido Popular |                                   | Mariano Rajoy (2011-2018)         | [ 8 ] |